# Nyssodrysina
Nyssodrysina is een kevergeslacht uit de familie van de boktorren (Cerambycidae). De wetenschappelijke naam van het geslacht werd voor het eerst geldig gepubliceerd in 1913 door Casey.

## Soorten
Nyssodrysina omvat de volgende soorten:
- Nyssodrysina binoculata (Bates, 1864)
- Nyssodrysina cinerascens (Bates, 1864)
- Nyssodrysina corticalis (Bates, 1864)
- Nyssodrysina exilis (Bates, 1885)
- Nyssodrysina grisella (Bates, 1864)
- Nyssodrysina haldemani (LeConte, 1852)
- Nyssodrysina halffteri (Villiers, 1971)
- Nyssodrysina infima (Bates, 1885)
- Nyssodrysina leucopyga (Bates, 1872)
- Nyssodrysina lignaria (Bates, 1864)
- Nyssodrysina lineatocollis (Bates, 1863)
- Nyssodrysina polyspila (White, 1855)
- Nyssodrysina pulchella (Bates, 1863)
- Nyssodrysina scutellata (Bates, 1866)
- Nyssodrysina spreta (Bates, 1864)
- Nyssodrysina stictica (Gilmour, 1962)
- Nyssodrysina venusta (Bates, 1863)